# Labium (musica)

Sezione trasversale dell'imboccatura di un flauto dolce

Il termine labium (dal latino "labbro") indica la parte dell'imboccatura dei cosiddetti appunto flauti a labium (o "flauti dritti"), che permette di produrre un suono causato dalla vibrazione dell'aria che lo colpisce.
Per indicare l'intero corpo dell'imboccatura (in genere formata da un "becco" su cui appoggiare la bocca, un dotto chiuso parzialmente da una zeppa e il labium stesso) si utilizza comunemente il termine "fischietto".
Lo stesso principio (in questo caso l'aria viene soffiata con mezzi meccanici) permette di produrre il suono con le canne d'organo ad anima (o, appunto, labiali).

## Funzionamento

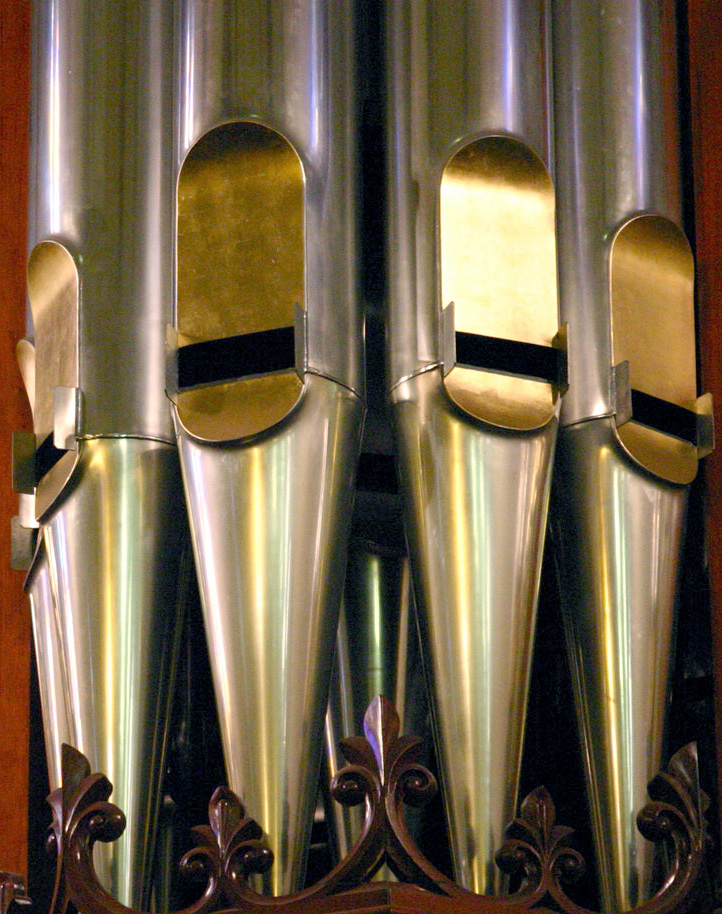
Canne d'organo labiali in bronzo

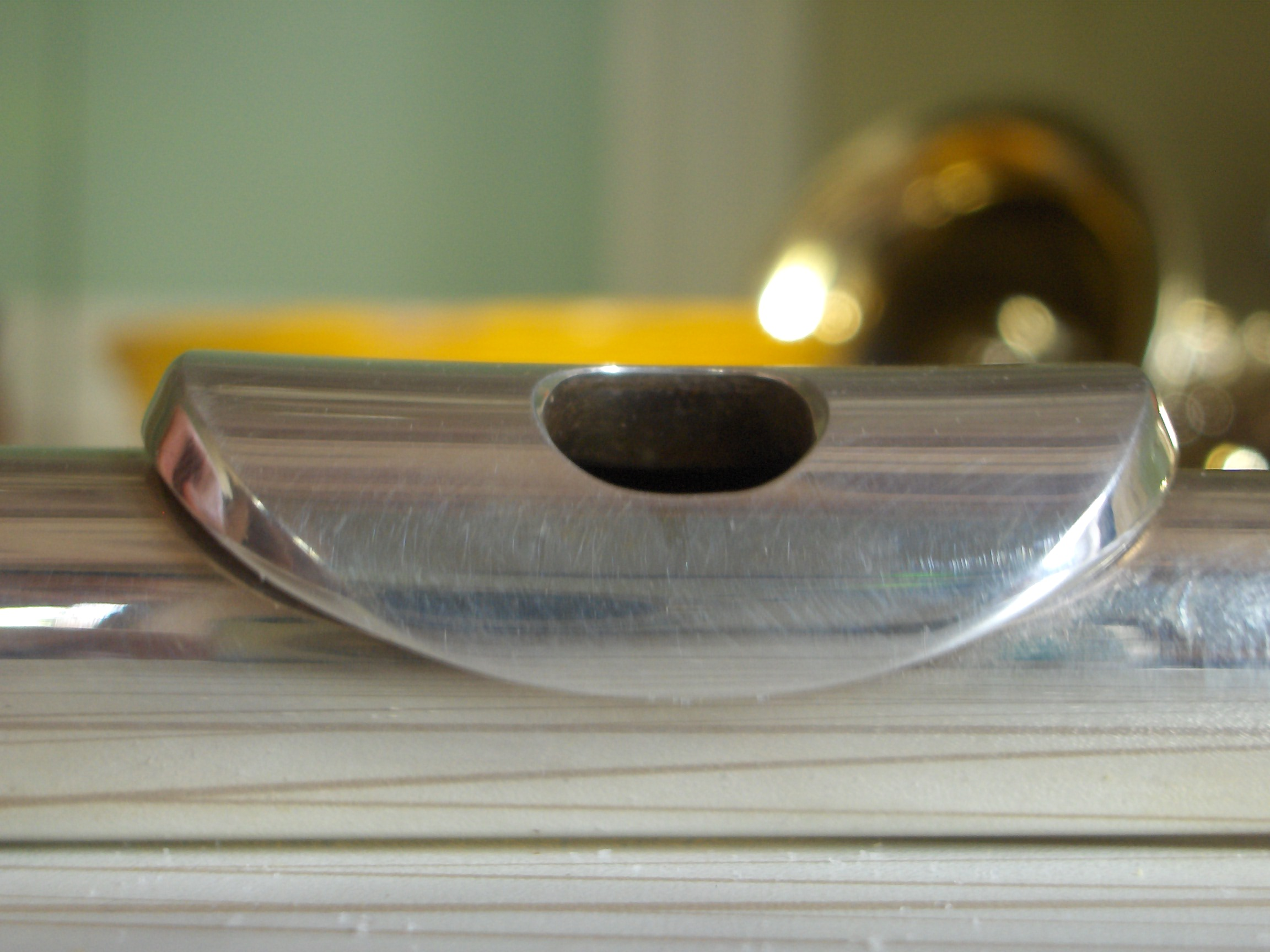
Imboccatura di un flauto traverso: lo strumento è privo di fischietto vero e proprio. La funzione del "labium" è svolta dal bordo della boccola

Come per tutti gli strumenti a fiato il suono viene prodotto trasformando un flusso continuo d'aria (il fiato del musicista) in un flusso oscillante; la risonanza del corpo dello strumento poi amplifica l'onda di pressione dando volume e timbro al suono.
L'imboccatura del fischietto incanala l'aria soffiata nel becco, per mezzo di una strettoia (B) lasciata dalla zeppa (A). Successivamente l'aria impatta sul labium (C), che è sostanzialmente un sottile cuneo, e viene deviata in gran parte all'esterno tramite una finestra ed in piccola parte all'interno: come conseguenza l'aria all'interno dello strumento musicale viene messa in vibrazione.
In genere il canale B ha una sezione che si restringe verso la finestra, in modo da far accelerare il flusso d'aria vicino al labium (effetto Venturi), migliorando in questo modo il tono e diminuendo la quantità di aria richiesta.
Dal punto di vista fisico il labium - tramite l'effetto Bernoulli - crea una differenza di pressione fra l'interno e l'esterno dello strumento: le turbolenze che ne derivano generano una scia di von Kármán con il distacco di vortici a frequenze caratteristiche, risultando in una onda sonora che risuona all'interno dello strumento.
La frequenza di base, oltre a dipendere dalle dimensioni del tubo o della camera di risonanza cambia a seconda della velocità dell'aria, che a sua volta dipende dall'intensità del soffio, dalla conformazione dell'imboccatura e dalle dimensioni del labium.
Nel caso dei flauti traversi (come il flauto da concerto) e dei flauti con imboccatura a un'estremità (come il flauto di Pan) non vi è un fischietto vero e proprio, mancando becco, strettoia e zeppa. Il musicista soffia di orizzontalmente sul foro dell'imboccatura, ed il bordo della boccola svolge la funzione del "labium".
Il tipo di risonanza che si ottiene può avere caratteristiche differenti a seconda del tipo di strumento.
Nel caso dei flauti globulari (come l'ocarina) si ha risonanza di Helmholtz, le cui frequenze dipendono dal volume della camera e dall'area dei fori aperti.
Nel caso di flauti dolci e canne d'organo si ha la tipica risonanza di una canna cilindrica, le cui frequenze dipendono essenzialmente dalla lunghezza del tubo: aprendo e chiudendo i fori (o le chiavi) il musicista determina la lunghezza efficace del tubo sonoro, modulando i suoni.

## Strumenti a labium
- Organo a canne
- Flagioletto
- Flauto dolce
- Fischietto
- Gemshorn
- Ocarina
- Tin whistle